# Музей-діорама «Битва за Дніпро в районі Переяслава восени 1943»

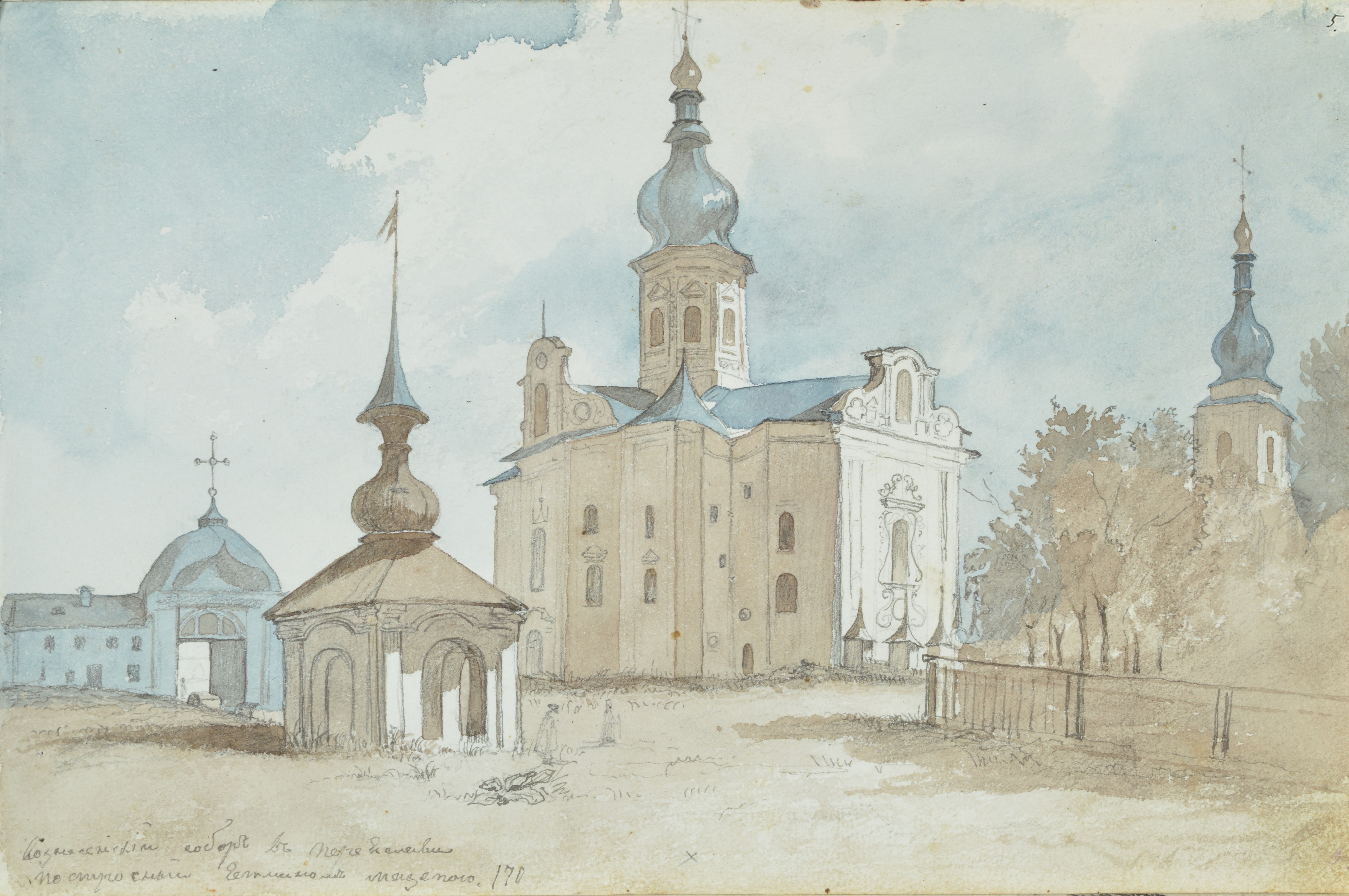
Малюнок Т. Г. Шевченка «Вознесенський собор в Переяславі»

Діора́ма «Битва за Дніпро в районі Переяслава і створення Букринського плацдарму восени 1943 року» — діорама у Переяславі, відкрита у 1975 році. Складова частина Національного історико-етнографічного заповідника «Переяслав».

## Будинок музею
Музей-діорама знаходиться в приміщенні Вознесенського собору 1700 року, визначній пам'ятці архітектури національного значення, внесеній до Державного реєстру нерухомих пам'яток України. Вознесенський собор — яскрава пам'ятка у стилі українського бароко. Цегляний, тинькований, дев'ятикамерний. Увінчує будівлю купол на дуже високому гранчастому барабані. Рамена хреста завершені високими хвилястої форми фронтонами. Стіни розчленовані пласкими розкрепованими пілястрами. Портали і ліпні обрамлення вікон і барабану купола були виконані у першій третині XVIII століття під час ремонту.
5 травня 1975 році до 30-річчя Перемоги у «Великій Вітчизняній війні» 1941—1945 років в приміщенні собору урочисто відкрили музей-діораму.

## Художня концепція
Діорама присвячена подіям вересня 1943 року — форсуванню Дніпра військами Воронезького фронту з метою захопити плацдарм на правому березі в районі Великого Букрина за 80 км на південний схід від Києва, який пізніше став відомий як Букринський плацдарм. З Букринського плацдарму планувалося розпочати наступ на Київ. Жорстокі кровопролитні бої у вересні-жовтні 1943 року не увінчалися успіхом. На плацдармі і при формуванні Дніпра загинуло близько 250 тисяч воїнів.

## Експозиція
У приміщенні музею-діорами знаходиться портретна галерея Героїв Радянського Союзу, які отримали це звання за форсування Дніпра. Центром експозиції є батальна діорама.
Художньо-документальне полотно діорами довжиною 28 метрів і висотою 7 метрів написане на цільнотканому холсті майстрами батального живопису Студії військових художників імені М. Б. Грекова Петром Мальцевим і Миколою Присєкіним. Опираючись на фото-документальні матеріали автори максимально реалістично відтворили момент переправи радянських військ з лівого берега Дніпра на високий правий, де знаходилися укріплення противника, 23 вересня 1943 року. Герої, зображені на передньому плані, — реальні особи, деякі з них мають портретну схожість.
Автори діорами працювали над створенням полотна чотири з половиною роки. Уперше діорама була виставлена для ознайомчого огляду в московському манежі на два місяці.
Крім діорами і галереї героїв в експозиції — живописні й скульптурні роботи, фронтові реліквії: особисті речі бійців, листи, нагороди, зброя, унікальна преса часів війни.
Підземний коридор веде з головної зали до меморіалу на честь десяти тисяч переяславців, загиблих у боях. Їхні прізвища викарбувані на стінах. Тут же встановлена меморіальна плита загиблим героям штурму Дніпра.